# رزلین (پنسیلوانیا)
رزلین (به انگلیسی: Roslyn) یک منطقهٔ مسکونی در ایالات متحده آمریکا است که در پنسیلوانیا واقع شده‌است.